# アイスクリーム・コーン
アイスクリーム・コーン（英語：ice cream cone）は、円錐形の乾燥したペイストリーで、通常ワッフルの生地に似たウエハースで作られる。これによってアイスクリームを手でそのまま握ることができ、ボウルやスプーンなしでも食べることができる。

## 種類と名称
「コーン（cone）」は「円錐形」を意味している。 なおトウモロコシ（corn）が原料だと誤解されることもあるが、ウエハースの材料にトウモロコシは通常用いない。アイスクリーム・コーンは英語圏ではポーク（poke）やコルネット（cornet）とも呼ばれる。
アイスクリーム・コーンには様々な種類がある。ワッフル・コーン、ケーキ・コーン（またはウエハース・コーン）、プレッツェル・コーン、シュガー・コーン、チョコレート塗りコーンなどである。
2杯のアイスクリームを左右に並べて食べられるダブル・コーンも、様々な種類が存在する。
また、支えなしでも置くことができるよう、底が平らになっているタイプもある。平底タイプのコーンは、キディ・カップ（kiddie cups）、ケーキ・コーン（cake cones）、クール・カップ（cool cups）などと呼ばれる。
英国とアイルランドでは、アイスクリームにキャドベリーズ・チョコレート・フレーク (Flake (chocolate bar)) というチョコレートバーを挿し込んだバニラ・アイスクリーム・コーンを「99」という。

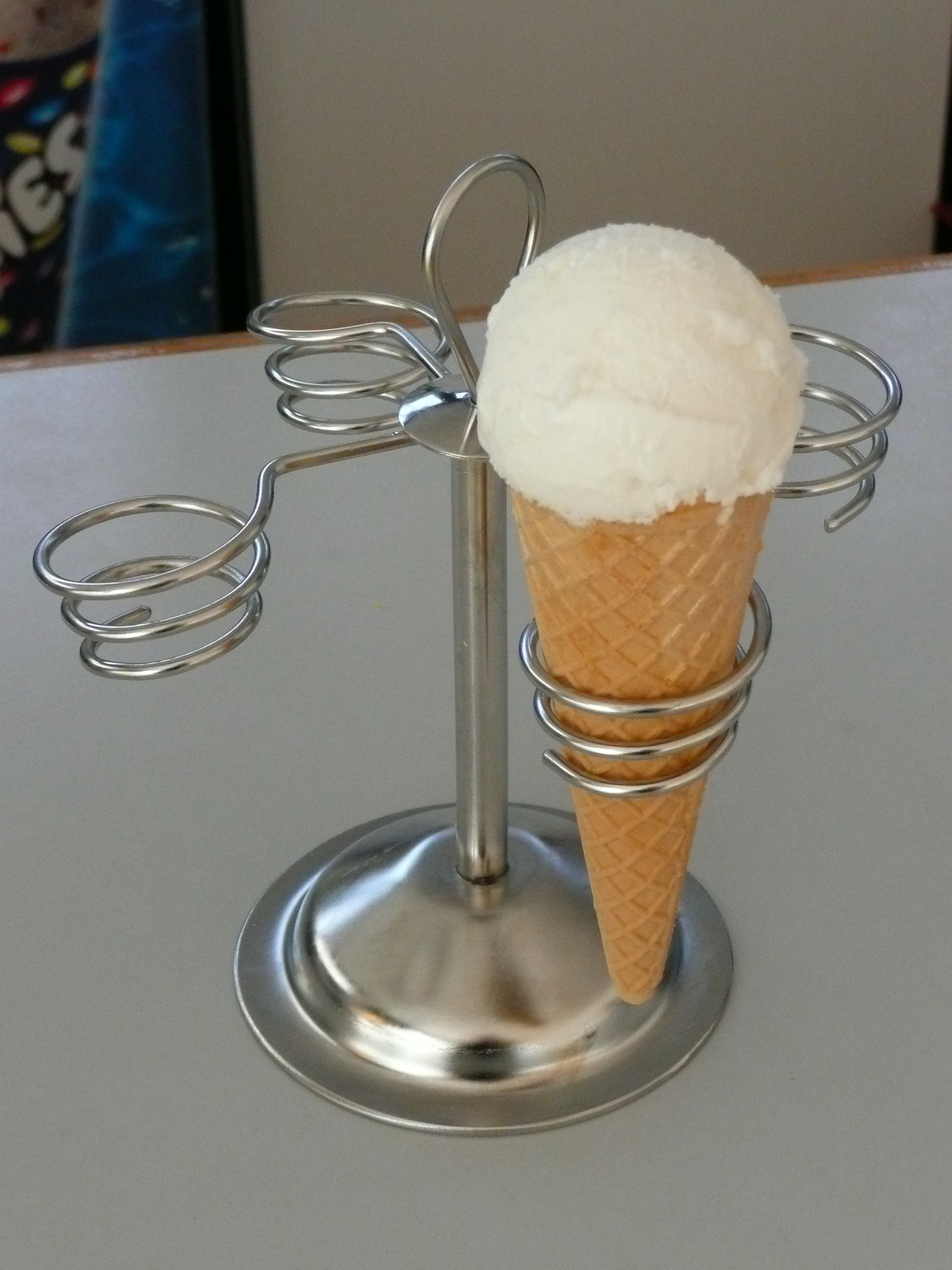
アイスクリームコーンホルダー
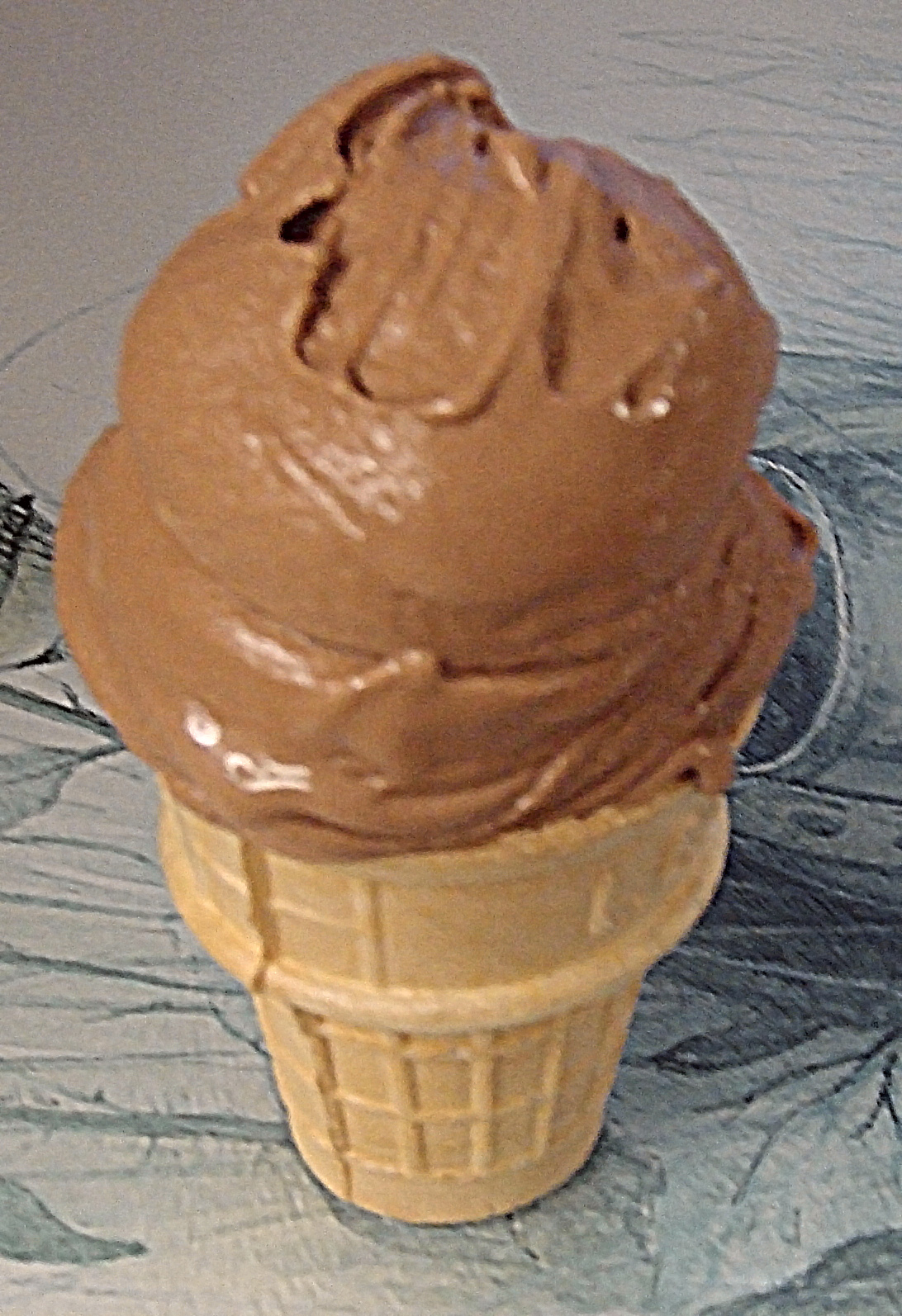
平底タイプの「キディ・カップ」に入ったチョコレート・アイスクリーム
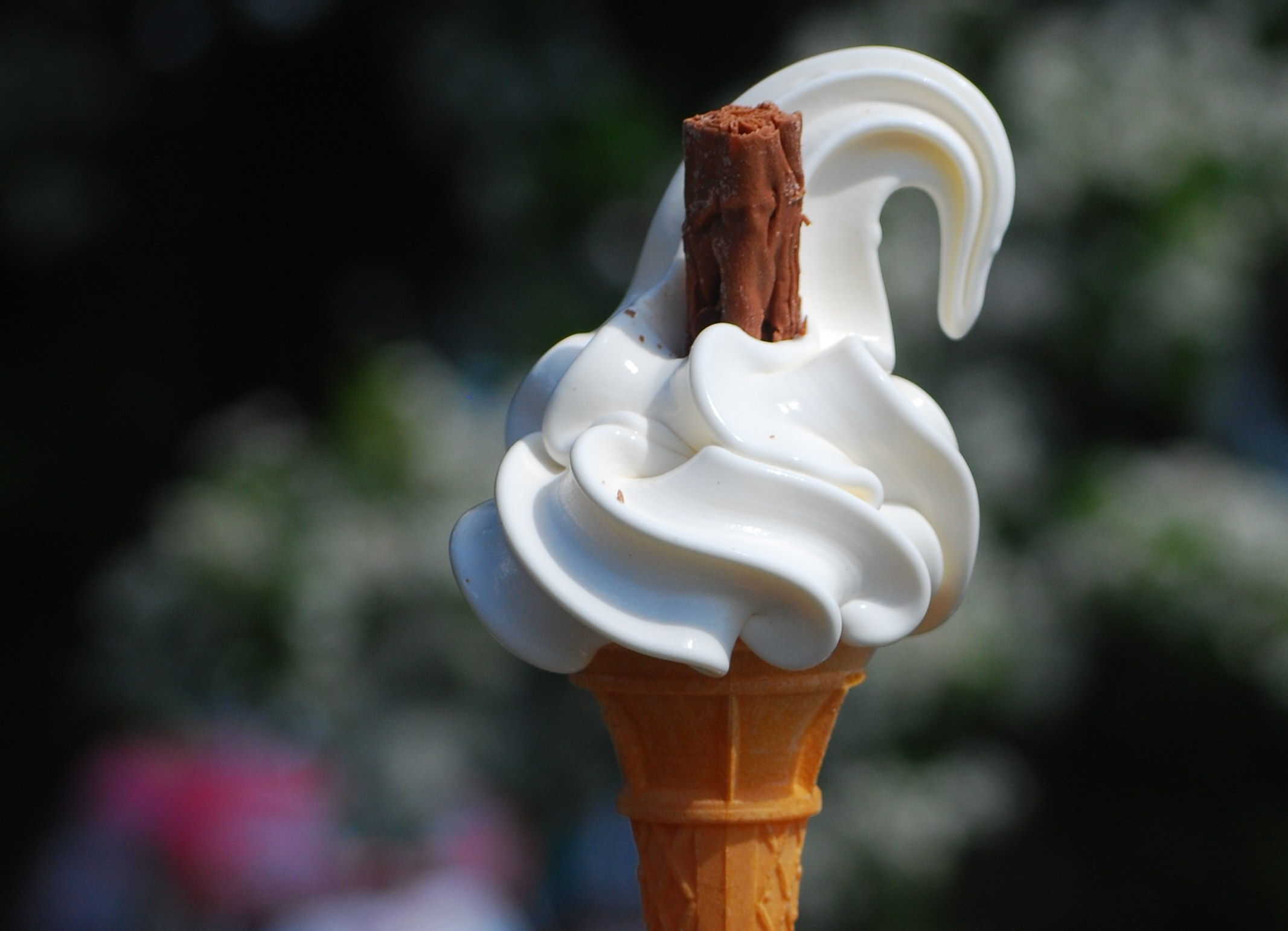
アイスクリームにキャドベリーズ・チョコレート・フレークを挿した「99」

## 歴史
食べられるコーンは、1825年には既にフランスの料理本で紹介されており、ジュリアン・アルシャンボー（Julien Archambault）が「小さなワッフル」からどのようにコーンを巻くことができるかを記述している。食べられるコーンは他にも、1888年にイングランドのアグネス・B・マーシャル(en)（1855–1905）によって書かれた『A・B・マーシャル夫人の料理本（Mrs A. B. Marshall's Cookery Book）』で紹介されている。彼女による「コルネットとクリーム」のレシピでは、「コルネットはアーモンドでつくる。型押しをするのではなくオーブンで焼く」とある。
アメリカ合衆国において、アイスクリーム・コーンは20世紀最初の10年間で普及した。1904年12月13日、ニューヨークのイタロ・マーチオニーのアイスクリームを保持するためのペイストリー・カップを作るための型は、米国の特許746971で認められている。マーチオニーは、1896年から食用の菓子の入れ物に入れたアイスクリームを売っていると主張したが、マーチオニーの特許はコーンに及んでおらず、コーン・メーカーを特許侵害で訴えた訴訟で敗北している。
ミズーリ州セントルイスで1904年に行われたセントルイス万博では、バナー・バター製造所のオーナー、ジョージ・バングがアイスクリームを売った。伝えられるところによれば、彼はボウルを使い果たし、その代わりとして巻いたワッフルを用いた。セントルイス万博での最初にワッフルをつくった人物として、アーネスト・A・ハムウィの名が挙げられることもある。

## アイスクリーム・コーンの製造・販売
アイスクリーム・コーンは最初、熱く薄いウエハースを手で巻いて作られていた。1912年、オレゴン州ポートランドの発明家であるフレデリック・ブラックマン（Frederick Bruckman）が、コーンを巻くための機械の特許をとった。彼の会社は1928年にナビスコに売却され、2012年時点でもアイスクリームを生産している。ベン&ジェリーズのような独立したアイスクリーム・メーカーは、独自のコーンを作っている。
ペンシルバニア州ハーミティジ (Hermitage, Pennsylvania) で1918年に創業したジョイ・アイスクリーム・コーン・カンパニーは、一般消費者向けとともに、レストランに販売するための業務用アイスクリーム・コーンを焼くようになり、大量生産を開始した。この会社は、年間15億のアイスクリーム・コーンを扱い、2012年時点で世界最大のアイスクリーム・コーン・メーカーだと言われている。
日本では日世が最大手であり、国内シェアは約7割である。

### アイス一体型コーン
1928年、テキサス州フォートワースのJ.T. "ストゥービー" パーカーは、食料品店の冷凍庫で保存できる冷凍アイスクリームと一体型のアイスクリーム・コーンを開発した。彼はこの商品を市場に出すため、1931年にドラムスティック社 (Drumstick (ice cream)) を設立した。ドラムスティック社は、1991年にネスレによって買収された。2012年10月時点で、ネスレは、「ドラムスティック」ブランドのアイスを8種類の味で販売している。
1959年、ナポリに本社を置くイタリアのアイスクリーム・メーカーであるスピカ社は、ワッフルコーンの内側に油・砂糖・チョコレートの層をつくることでアイスクリームとコーンとを隔離する製法を開発した。スピカ社は、1960年に「コルネット」 (Cornetto (ice cream)) の名で商標登録している。当初の売上は伸び悩んだが、1976年にユニリーバがスピカ社を吸収合併すると、ヨーロッパ各地で「コルネット」の大量販売キャンペーンを始めた。「コルネット」は現在でも、世界で最もポピュラーなアイスクリームの1つとなっている。
1979年、デイビッド・ワインスタイン（David Wienstien）によって考案された新しい包装方法により、アイスクリーム・コーンの輸送はより簡単になった。ワインスタインの考案は、アイスクリーム・コーンをパラフィン紙で包むことをできるようにするものである。これにより、包装紙が輸送中に外れたりコーンにくっついたりすることを防ぎ、コーンをより衛生的に保てるようになった。